# Средняя Кузью
Средняя Кузью — река в России, протекает по Сысольскому району Республики Коми. Устье реки находится в 112 км по левому берегу реки Малая Визинга. Длина реки составляет 11 км.

## Данные водного реестра
По данным государственного водного реестра России относится к Двинско-Печорскому бассейновому округу, водохозяйственный участок реки — Вычегда от истока до города Сыктывкар, речной подбассейн реки — Вычегда. Речной бассейн реки — Северная Двина.
Код объекта в государственном водном реестре — 03020200112103000019645.